# Iablunivka, Novoukraiinka
Iablunivka (în ucraineană Яблунівка) este un sat în orașul raional Novoukraiinka din regiunea Kirovohrad, Ucraina.

## Demografie
Componența lingvistică a localității Iablunivka
     Ucraineană (86,03%)
     Română (12,29%)
     Rusă (1,68%)
Conform recensământului din 2001, majoritatea populației localității Iablunivka era vorbitoare de ucraineană (86,03%), existând în minoritate și vorbitori de română (12,29%) și rusă (1,68%).